# Halteri

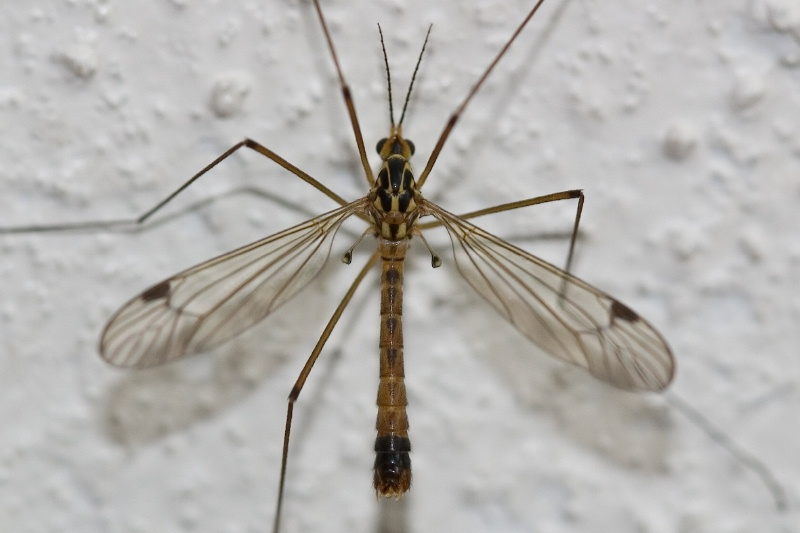
Halteris d'un tipúlid, visibles a la part immediatament posterior de les ales

Els  halteris  són estructures claviformes (en forma de maça) que posseeixen les mosques veritables (dípters). Els halteris són les ales posteriors modificades. Aquestes estructures contenen els òrgans cordotonals, que són senzills òrgans posicionals que indiquen a l'animal seva posició espacial. En el cas dels mosquits, als halteris se'ls sol denominar balancins.